# Systematik der Amphibien
Die Systematik der Amphibien wird hier anhand der lebenden (rezenten) Amphibien oder Lurche, als Taxon meist „Lissamphibia“ genannt, dargestellt. Die Einbeziehung aller fossilen Gruppen, die als Amphibien bezeichnet werden, ist nach modernen taxonomischen Kriterien nicht mehr gerechtfertigt, da die entsprechende Gruppe auch die Vorfahren der Amnioten mit umfassen würde. Diese übergreifende Gruppe wird heute meist, um Verwirrungen vorzubeugen, nicht mehr Amphibia, sondern Tetrapoda genannt. Die modernen, rezenten Amphibien bilden allerdings ein monophyletisches Taxon, also eine geschlossene Abstammungsgemeinschaft.
Die traditionell nur auf morphologischen Vergleichen beruhende Systematik ist durch die neuen Methoden der Phylogenomik, die die Verwandtschaftsverhältnisse anhand des Vergleichs homologer DNA-Sequenzen zu ermitteln sucht, gegenüber traditionellen Vorstellungen teilweise verändert worden. Die hier gewählte Darstellung folgt den Websites Amphibian Species of the World und AmphibiaWeb sowie der, weitgehend darauf beruhenden, Systematik in der globalen Aufstellung Animal Biodiversity von Zhang et al. im Jahr 2013. In den wenigen Fällen von differierenden Einstufungen erfolgt ggf. ein Hinweis. 
Die Darstellung erfolgt bis zur Ebene der Familien, in einigen Fällen der Unterfamilien. Detailliertere Untergliederungen finden sich in den verlinkten Artikeln.

## KlasseLurche, Amphibia Gray, 1825 i.e.S.
gleich Unterklasse Lissamphibia Haeckel, 1866
(Sortierung innerhalb desselben Ranges alphabetisch nach wissenschaftlichen Namen)

### OrdnungSchleichenlurche(= Blindwühlen), Gymnophiona Müller, 1832
- Familie Erdwühlen (Caeciliidae Rafinesque, 1814)
- Familie Chikilidae Kamei, San Mauro, Gower, Van Bocxlaer, Sherratt, Thomas, Babu, Bossuyt, Wilkinson & Biju, 2012 (bei Zhang et al. 2011 noch nicht berücksichtigt)
- Familie Dermophiidae Taylor, 1969
- Familie Herpelidae Laurent, 1984
- Familie Fischwühlen (Ichthyophiidae Taylor, 1968)
- Familie Grandisoniidae Lescure, Renous & Gasc, 1986
- Familie Nasenwühlen (Rhinatrematidae Nussbaum, 1977)
- Familie Grabwühlen (Scolecomorphidae Taylor, 1969)
- Familie Siphonopidae Bonaparte, 1850
- Familie Typhlonectidae Taylor, 1968

### OrdnungSchwanzlurche, Caudata Fischer von Waldheim, 1813
- Familie Querzahnmolche (Ambystomatidae Gray, 1850)
- Familie Riesen-Querzahnmolche (Dicamptodontidae Tihen, 1958) (bei Amphibian Species of the World als Unterfamilie Dicamptodontinae in die Ambystomatidae einbezogen)
- Familie Aalmolche (Amphiumidae Gray, 1825)
- Familie Riesensalamander (Cryptobranchidae Fitzinger, 1826)
- Familie Winkelzahnmolche (Hynobiidae Cope, 1859)
- Familie Lungenlose Salamander (Plethodontidae Gray, 1850)
  - Unterfamilie Hemidactyliinae Hallowell, 1856
  - Unterfamilie Plethodontidinae Gray, 1850
- Familie Olme (Proteidae Gray, 1825)
- Familie Rhyacotritonidae Tihen, 1958
- Familie Echte Salamander und Molche (Salamandridae Goldfuss, 1820)
  - Unterfamilie Pleurodelinae Tschudi, 1838
  - Unterfamilie Salamandrinae Goldfuss, 1820
  - Unterfamilie Salamandrininae Fitzinger, 1843
- Familie Armmolche (Sirenidae Gray, 1825)

### OrdnungFroschlurche, Anura Fischer von Waldheim, 1813
- Familie Blattkrötchen (Allophrynidae Savage, 1973)
- Familie Alsodidae Mivart, 1869
- Familie Geburtshelferkröten und Scheibenzüngler (Alytidae Fitzinger, 1843)
- Familie Aromobatidae Grant, Frost, Caldwell, Gagliardo, Haddad, Kok, Means, Noonan, Schargel & Wheeler, 2006 (bei AmphibiaWeb Unterfamilie der Dendrobatidae)
  - Unterfamilie Anomaloglossinae Grant, Frost, Caldwell, Gagliardo, Haddad, Kok, Means, Noonan, Schargel & Wheeler, 2006
  - Unterfamilie Aromobatinae Grant, Frost, Caldwell, Gagliardo, Haddad, Kok, Means, Noonan, Schargel & Wheeler, 2006
  - Unterfamilie Allobatinae Grant, Frost, Caldwell, Gagliardo, Haddad, Kok, Means, Noonan, Schargel & Wheeler, 2006
- Familie Langfingerfrösche (Arthroleptidae Mivart, 1869)
  - Unterfamilie Arthroleptinae Mivart, 1869
  - Unterfamilie Astylosterninae Noble, 1927
  - Unterfamilie Leptopelinae Laurent, 1972
- Familie Schwanzfrösche (Ascaphidae Fejérváry, 1923)
- Familie Batrachylidae Gallardo, 1965
- Familie Bombinatoridae Gray, 1825
- Familie Sattelkröten (Brachycephalidae Günther, 1858)
- Familie Kurzkopffrösche (Brevicipitidae Bonaparte, 1850)
- Familie Kröten (Bufonidae Gray, 1825)
- Familie Calyptocephalellidae Reig, 1960
- Familie Glasfrösche (Centrolenidae Taylor, 1951)
  - Unterfamilie Centroleninae Taylor, 1951
  - Unterfamilie Hyalinobatrachinae Guayasamin, Castroviejo-Fisher, Trueb, Ayarzagüena, Rada, & Vilà, 2009
- Familie Ceratobatrachidae Boulenger, 1884
- Familie Ceratophryidae Tschudi, 1838
- Familie Ceuthomantidae Heinicke, Duellman, Trueb, Means, MacCulloch & Hedges, 2009 (bei Amphibia Species of the World Unterfamilie der Craugastoridae)
- Familie Conrauidae Dubois, 1992
- Familie Craugastoridae Hedges, Duellman & Heinicke, 2008
- Familie Cycloramphidae Bonaparte, 1850
- Familie Baumsteigerfrösche (Dendrobatidae Cope, 1865)
  - Unterfamilie Colostethinae Cope, 1867
  - Unterfamilie Dendrobatinae Cope, 1865
  - Unterfamilie Hyloxalinae Grant, Frost, Caldwell, Gagliardo, Haddad, Kok, Means, Noonan, Schargel & Wheeler, 2006
- Familie Dicroglossidae Anderson, 1871
  - Unterfamilie Dicroglossinae Anderson, 1871
  - Unterfamilie Occidozyginae Fei, Ye, & Huang, 1990
- Familie Eleutherodactylidae Lutz, 1954
  - Unterfamilie Eleutherodactylinae Lutz, 1954
  - Unterfamilie Phyzelaphryninae Hedges, Duellman, & Heinicke, 2008
- Familie Ericabatrachidae Dubois, Ohler & Pyron, 2021
- Familie Gespenstfrösche (Heleophrynidae Noble, 1931)
- Familie Hemiphractidae Peters, 1862
  - Unterfamilie Cryptobatrachinae Frost et al., 2006
  - Unterfamilie Hemiphractinae Peters, 1862
- Familie Hemisotidae Cope, 1867
- Familie Laubfrösche (Hylidae Rafinesque, 1815) (Gliederung umstritten. Familien Pelodryadidae und Phyllomedusidae teilweise als Unterfamilien der Hylidae aufgefasst)
  - Unterfamilie Acridinae Mivart, 1869
  - Unterfamilie Dendropsophinae Fitzinger, 1843
  - Unterfamilie Hylinae Rafinesque, 1815
  - Unterfamilie Lophyohylinae Miranda-Ribeiro, 1926
  - Unterfamilie Knickzehenlaubfrösche i. w. S. (Scinaxinae Duellman, Marion & Hedges, 2016)
- Familie Hylodidae Günther, 1858
- Familie Riedfrösche (Hyperoliidae Laurent, 1943)
- Familie Neuseeländische Urfrösche (Leiopelmatidae Mivart, 1869)
- Familie Leptodactylidae Werner, 1896 (Unterfamilie Leiuperinae bei Zhang et al. als eigene Familie aufgefasst)
  - Unterfamilie Leiuperinae Bonaparte, 1850
  - Unterfamilie Leptodactylinae Werner, 1896
  - Unterfamilie Paratelmatobiinae Ohler & Dubois, 2012
- Familie Australische Südfrösche (Limnodynastidae Lynch, 1969) (bei Zhang et al. als Unterfamilie der Myobatrachidae aufgefasst)
- Familie Madagaskarfrösche (Mantellidae Laurent, 1946)
  - Unterfamilie Boophinae Vences & Glaw, 2001
  - Unterfamilie Laliostominae Vences & Glaw, 2001
  - Unterfamilie Mantellinae Laurent, 1946
- Familie Asiatische Krötenfrösche (Megophryidae Bonaparte, 1850)
- Familie Micrixalidae Dubois, Ohler & Biju, 2001
- Familie Engmaulfrösche (Microhylidae Günther, 1858)
  - Unterfamilie Adelastinae Peloso et al., 2015
  - Unterfamilie Papua-Engmaulfrösche (Asterophryinae Günther, 1858)
  - Unterfamilie Madagaskar-Engmaulfrösche (Cophylinae Cope, 1889)
  - Unterfamilie Chaperininae Peloso et al., 2015
  - Unterfamilie Taubfrösche (Dyscophinae Boulenger, 1882)
  - Unterfamilie Gastrophryninae Fitzinger, 1843
  - Unterfamilie Hoplophryninae Noble, 1931
  - Unterfamilie Kalophryninae Mivart, 1869
  - Unterfamilie Melanobatrachinae Noble, 1931
  - Unterfamilie Echte Engmaulfrösche (Microhylinae Günther, 1858)
  - Unterfamilie Otophryninae Wassersug & Pyburn, 1987
  - Unterfamilie Wendehalsfrösche (Phrynomerinae Noble, 1931)
  - Unterfamilie Scaphiophryninae Laurent, 1946
- Familie Australische Südfrösche (Myobatrachidae Schlegel, 1850)
- Familie Nasikabatrachidae Biju & Bossuyt, 2003
- Familie Nyctibatrachidae Blommers-Schlösser, 1993
  - Unterfamilie Astrobatrachinae
  - Unterfamilie Lancanectinae
  - Unterfamilie Nyctibatrachinae
- Familie Odontobatrachidae Barej, Schmitz, Günther, Loader, Mahlow & Rödel, 2014 (bei Zhang et al.in Fam. Petropedetidae)
- Familie Odontophrynidae Lynch, 1969
- Familie Europäische Schaufelfußkröten (Pelobatidae Bonaparte, 1850)
- Familie Pelodryadidae Günther, 1858
  - Unterfamilie Litoriinae Dubois & Frétey, 2016
  - Unterfamilie Pelodryadinae Günther, 1858
- Familie Schlammtaucher (Pelodytidae Bonaparte, 1850)
- Familie Petropedetidae Noble, 1931
- Familie Phrynobatrachidae Laurent, 1941
- Familie Greiffrösche (Phyllomedusidae Günther, 1858)
- Familie Zungenlose (Pipidae Gray, 1825)
- Familie Ptychadenidae Dubois, 1987
- Familie Pyxicephalidae Bonaparte, 1850
  - Unterfamilie Cacosterninae Noble, 1931
  - Unterfamilie Pyxicephalinae Bonaparte, 1850
- Familie Echte Frösche (Ranidae Rafinesque, 1814)
- Familie Ranixalidae Dubois, 1987
- Familie Ruderfrösche (Rhacophoridae Hoffman, 1932)
  - Unterfamilie Buergeriinae Channing, 1989
  - Unterfamilie Rhacophorinae Hoffman, 1932
- Familie Nasenfrösche (Rhinodermatidae Bonaparte, 1850)
- Familie Nasenkröten (Rhinophrynidae Günther, 1859)
- Familie Amerikanische Schaufelfußkröten (Scaphiopodidae Cope, 1865)
- Familie Seychellenfrösche (Sooglossidae Noble, 1931)
- Familie Strabomantidae Hedges, Duellman & Heinicke, 2008
  - Unterfamilie Holoadeninae Hedges, Duellman & Heinicke, 2008
  - Unterfamilie Hypodactylinae Heinicke, Lemmon, Lemmon, McGrath & Hedges, 2017
  - Unterfamilie Pristimantinae Pyron & Wiens, 2011 (649 Arten)
  - Unterfamilie Strabomantinae Hedges, Duellman & Heinicke, 2008
- Familie Telmatobiidae Fitzinger, 1843